# 阿季格
阿季格（羅馬化：Atig）是俄罗斯斯维尔德洛夫斯克州的市级镇，属该州下谢尔吉区管辖。地处斯维尔德洛夫斯克州西南部，位于区行政中心下谢尔吉东北侧、州府叶卡捷琳堡西偏南方。伏尔加河流域谢尔加河一支流大阿季格河流经该镇，形成一同名池塘。镇内设有同名铁路车站。
该地2022年人口有3,022人；2010年人口3,405；2002年人口3,906；1989年人口4,499。